# Vendaval, el Capitán Invencible
Vendaval, el Capitán Invencible fue una serie de ciencia ficción creada por el guionista Víctor Mora y el dibujante Antonio Bernal para la Editorial Bruguera en 1956. Fue el primer éxito de Víctor Mora, aunque ese mismo año desbordó todas las previsiones con El Capitán Trueno.

## Trayectoria editorial
Continuación de El Capitán Robles, también de Editorial Bruguera, la serie Vendaval se publicó en forma de 26 cuadernos de historietas de 17 x 24 cm. dentro de la "Colección Dan" y también en el semanario "Pulgarcito".  

## Argumento
La serie está protagonizada por tres astronautas:
- Vendaval, el piloto, joven y valiente;
- Bronstein, el científico, y
- su sobrina Karin.

Estas son sus aventuras, tal y como fueron publicadas:
| Número | Título                    | Subtítulo                                                   | Publicación   |
| --- | ------------------------- | ----------------------------------------------------------- | ------------- |
| 1 | «Tinieblas en la tierra»  | ¡Lucha sin cuartel con los espías interplanetarios!         | Colección Dan |
| Argumento: Tras haberse deshecho de unos espías que pretendían abordar su nave, Vendaval y sus compañeros se dirigen hacia el Sol para impedir qué se siga enfriando. |                           |                                                             |               |
| 2 | «Los ojos de la noche»    | ¡Un poder tenebroso pretende destruir el Sol!               | Colección Dan |
| Argumento: Nuestros héroes consiguen destruir los cohetes que intentaban destruir el Sol, pero son desviados hacia los planetas gemelos y helados de donde eran lanzados, siendo obligados mediante ondas mentales a aterrizar en un volcán apagado.                                                                                  |                           |                                                             |               |
| 3 | «Secretos del pasado»     | ¡En poder de los monstruosos seres del mundo helado!        | Colección Dan |
| Argumento: Atrapados en el volcán, Vendaval y sus compañeros consiguen accionar un proyector cinematográfico que les muestra la evolución del Cosmos, pero son capturados por los tentáculos metálicos de uno de los nativos, mientras en la Tierra la aviación conjunta de varios países enfrenta los cohetes dirigidos contra ella. |                           |                                                             |               |
| 4 | «Mensajeros de la muerte» | ¡Un ser de otro planeta viajaba en la nave de Vendaval!     | Colección Dan |
| Argumento: Tras imponerse sobre los seres metálicos gracias a la luz de sus fusiles, Vendaval se comunica telepáticamente con ellos, pues debajo de su carcasa hay un cerebro vivo. Confiando que quieren establecerse de forma pacífica en la Tierra, Vendaval decide llevar a uno de ellos hasta nuestro planeta.                   |                           |                                                             |               |
| 5 | «Pánico en la ciudad»     | ¡El ser venido de otro planeta tenía ahora garras de acero! | Colección Dan |
| Argumento: Mal recibida la nave de Vendaval por los autoridades estadounidenses, el ser extraterrestre se defiende destruyendo con sus tentáculos una base ártica. Vendaval es detenido por ello, pero los científicos terrestres construyen un cuerpo robótico gigante para alojar el cerebro alienígena.                            |                           |                                                             |               |
| 6 | «Lucha de titanes»        | ¡Un horrible vestigio del pasado amenazaba a Vendaval!      | Colección Dan |
| Argumento: En su persecución de los espías que se habían hecho con la grabación cinematográfica extraterrestre, éstos, para evitar ser atrapados, hacen saltar por los aires las rocas que retenían a los reptiles prehistóricos. |                           |                                                             |               |
| 7 | «Monstruos en Nueva York» | ¡El monstruo y el ser venido de otro mundo se enfrentaron!  | Colección Dan |
| Argumento: El robot gigante de cerebro alienígena lucha contra los reptiles antediluvianos, pero enloquece después de que pongan en peligro la vida de Karin. |                           |                                                             |               |
| 8 | «La lucha final»          | ¡Lucha sin cuartel entre el hombre y "El Titán de acero"!   | Colección Dan |
| Argumento: Vendaval consigue que el extraterrestre entre en razón, pero éste vuelve a enloquecer cuando lo ve retozar con Karin, así que no tiene más remedio que matarlo. |                           |                                                             |               |
| 9 | «El reino de la muerte»   | ¡Los gases asfixiaban a "Vendaval" y al profesor!           | Colección Dan |
| Argumento: |                           |                                                             |               |

## Valoración
Aunque unánimemente alabada por su resolución gráfica, los estudiosos del cómic han vertido opiniones dispares sobre su argumento. Se trataría así de una serie reiterativa para Antonio Martín, mientras que constituiría una muestra de gran imaginación para Tino Regueira.